# 奴才
奴才是指善于侍奉主人的奴僕。《晉書·劉元海載記》：「穎不用吾言，逆自奔潰，真奴才也。」
到清代，滿語阿哈（转写：aha）被譯為「奴才」。清朝的宦官面對皇帝自稱「奴才」；滿洲、蒙古、汉軍八旗等擁有旗籍之大臣也自稱「奴才」，漢人臣下只能自稱「臣」。皇后与皇帝对话，也要自称“奴才”。这被认为是“尊统于一”，有任何人都不能大过皇帝，皆是臣仆之意。溥仪退位后，遜清小朝廷仍维持此套礼仪:120。

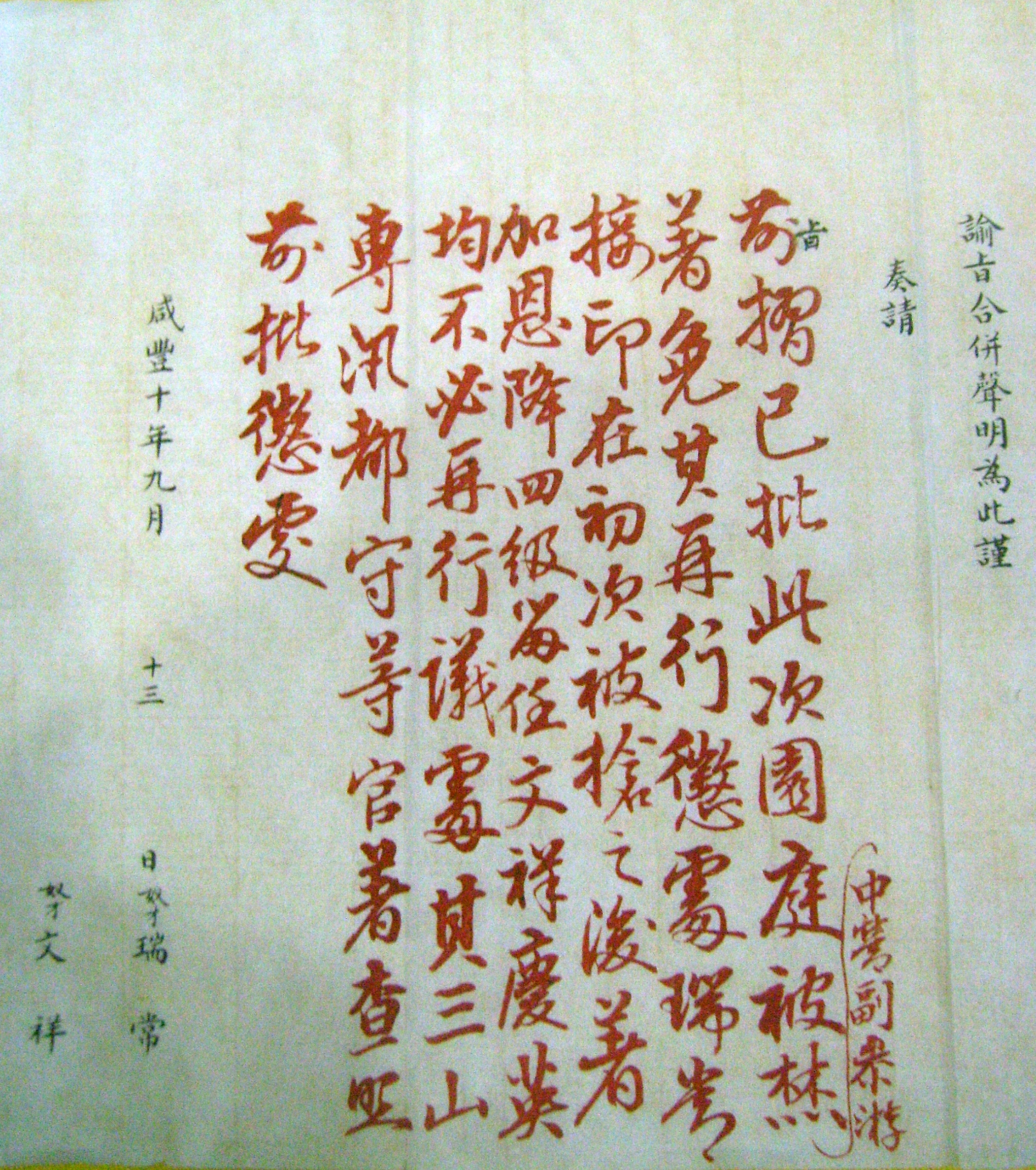
自稱奴才的滿洲大臣票擬

鲁迅的雜文《隔膜》說：「满洲人自己，就严分着主奴，大臣奏事，必称『奴才』；而汉人却称『臣』就好。这并非因为是『炎黄之胄』，特地优待，锡以佳名的；其实是所以别于满人的『奴才』，其地位还下于『奴才』数等。」。魯迅這樣說，是由於清朝首崇滿洲，漢臣事實上比滿臣地位低。旗人（包括滿洲人、漢人和其他民族）與皇帝是主奴關係，民人（包括漢人和其他民族）則與皇帝是君臣關係。

## 用法
清朝小说《紅樓夢》第三十二回：「這會子又叫我做，我成了你們的奴才了。」《孽海花》第十八回：「況且沒有巴柄的事兒，給一個低三下四的奴才含血噴人，自己倒站著聽風涼話兒！」
現代一般用於諷刺，含有負面意義。